# أكيمة علوية

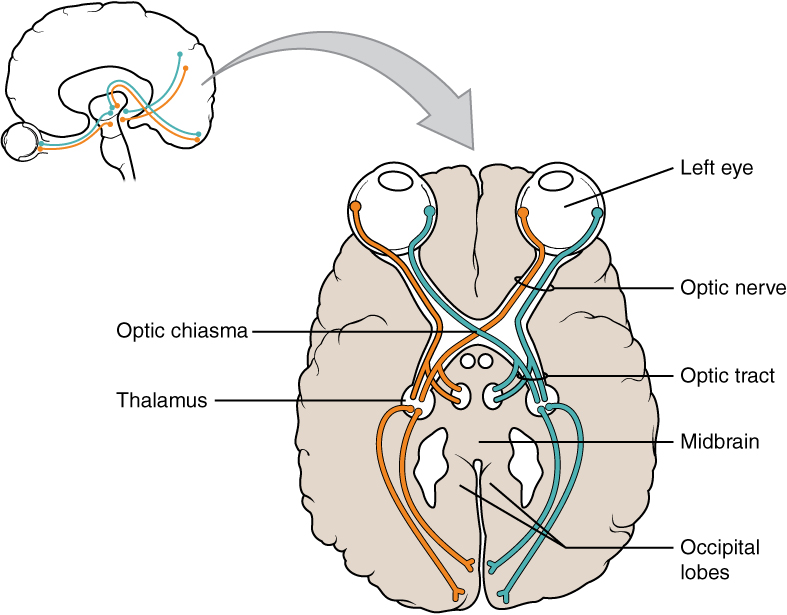
النُّسخَةُ 8.25 من كِتابِ (OpenStax)؛ التَّشرِيح وعِلمُ وظائِف الأعضَاء. (يُوضِّحُ تركيبَ الأُكَيمَة العُلْوِيَّةُ).

في علم التشريح، الأُكَيْمَةُ العُلْوِيَّةُ (باللاتينية: Colliculus superior)؛ هُو تَركِيبٌ يَقعُ على سقف الدماغ المتوسط لِلدماغِ المُتَوَسِّط لِلثَّدْيِيَّات. في غير الثَّدْيِيَّات من الفَقارِيَّات، النَدِيدُ لِلتَركِيبٌ هُو كَمَا يُعرفُ بِالسَّقْفُ البَصَرِيُّ أو الفَصُّ البَصَرِيُّ. الصِّفَةُ من السَّقْفِيَّة تُستَخدمُ عادةً لِكِلا التَّركِيبَينِ.

## انظُر أيضًا
- أكيمة سفلية
- قائمة المناطق في الدماغ البشري